# استقلال ليبيريا
إعلان الاستقلال الليبيري هو وثيقة تم تبنيها من قبل المؤتمر الدستوري الليبيري في 26 يوليو 1847، للإعلان أن كومنولث ليبيريا، وهي مستعمرة تأسست وتسيطر عليها جمعية الاستعمار الأمريكية الخاصة، كانت دولة مستقلة تعرف باسم جمهورية ليبيريا. كتب الإعلان هيلاري تيج وتم اعتماده بالتزامن مع أول دستور لليبيريا. يتم الاحتفال بذكرى اعتماد الإعلان والدستور المصاحب له باعتباره يوم الاستقلال في ليبيريا.

## قبل الاستقلال
في أواخر القرن الثامن عشر ومطلع القرن التاسع عشر الميلاديين زاد تخوف الأمريكيين البيض من وجود الأفارقة في ديارهم، حيث أشاع وجودهم شعوراً بالتذمر وعدم الرضا، وكان هناك بعض البيض ممن كان يرفض تمازج الأفارقة في بنية المجتمع الأمريكي. لهذا كونت مجموعة من الأمريكيين البيض جمعية الاستعمار الأمريكية عام 1816، وكان هدف هذه الجمعية إعادة الأفارقة الأمريكيين إلى إفريقيا، وقد قَدِم أعضاء من تلك الجمعية إلى إفريقيا، واشتروا مساحات شاسعة من الأراضي على طول الساحل الجنوبي لغرب إفريقيا ومنذ ذلك التاريخ بدأ التوطين، حيث سُميت المستوطنة مونروڤيا باسم الرئيس الأمريكي جيمس مونرو، ثم وصلت أول دفعة من الأفارقة الأمريكيين المحررين للمستوطنة عام 1822. واجه هؤلاء المستوطنون العديد من الصعوبات، كان في مقدمتها نقص الغذاء وتفشي الأمراض بينهم، عدا عن ذلك، كانت هجمات السكان الأصليين الذين تخوفوا من احتمال فقدان بلادهم بسبب دخول الليبيريين
ذوي الأصول الأمريكية. كل هذه الأمور أدت إلى موت كثير من المستوطنين الجدد.
وفي عام 1838 تكون اتحاد ليبيريا من مستوطني مونروڤيا ومشاركة سكان البلاد الأصليين، وكان هذا الاتحاد خاضعاً لجمعية الاستعمار الأمريكية، إذ كان يُعين له حاكم ليبيري من الأمريكيين - الأفارقة القادمين من فرجينيا، وكان أول حاكم لذلك الاتحاد هو جوزف جنكز روبرتس J.J.Roberts  الذي حاول زيادة العائدات من التجارة، ففرض الضريبة الجمركية على الصادرات والواردات، مما أزعج التجار الأوربيين.

## اعلان الاستقلال
بتاريخ 26 يوليو 1847 أصدر المستوطنون إعلان الاستقلال عن جمعية الاستعمار الأمريكية وأصدروا الدستور الذي أنشأ جمهورية ليبيريا المستقلة.